# 北海道熊石高等学校
北海道熊石高等学校（ほっかいどうくまいしこうとうがっこう、Hokkaido Kumaishi High School）は、北海道二海郡八雲町にあった公立（道立）の高等学校。

## 沿革
- 1949年（昭和24年） - 北海道江差高等学校の熊石分校として開校
- 1952年（昭和27年） - 北海道熊石高等学校として独立
- 1976年（昭和51年） - 道立移管
- 2014年（平成26年） - 学生の募集を停止
- 2016年（平成28年） - 廃校[1]